# Joe Porter
Joseph Emanuel Porter (Summit, 27 novembre 1985) è un giocatore di football americano statunitense che è attualmente free agent. Al college ha giocato a football alla Rutgers University.

## Carriera professionistica

### New Orleans Saints
Al draft NFL 2007 non è stato selezionato, ma poi è stato preso dai rookie non scelti dai Saints. Non è mai sceso in campo.

### Green Bay Packers
Dopo esser passato dai Saints ai Packers la sua prima stagione l'ha conclusa senza giocare.
Nella stagione successiva ha trovato spazio solamente per una partita. Ha debuttato nella NFL il 22 dicembre 2007 contro i Chicago Bears con il ruolo di cornerback indossando la maglia numero 40.

### Las Vegas Locomotives
È passato nella stagione 2009 ai Locomotives dove ha vinto il campionato della United Football League.

### Cleveland Browns
Dopo l'esperienza nella UFL è passato ai Browns senza mai scendere in campo.

### Oakland Raiders
Il 4 giugno 2010 dopo esser diventato free agent ha firmato con gli Oakland Raiders. Il 4 settembre è stato svincolato per poi esser messo il giorno dopo nella squadra di allenamento. Ha scelto la maglia numero 28.
Il 4 gennaio 2011 a fine stagione ha rifirmato con i Raiders, gioca prevalentemente come cornerback. Il 17 ottobre è stato svincolato per far posto al quarterback Terrelle Pryor.

## Vittorie e premi
Nessuno

## Statistiche
| Partite totali             | 7  |
| Partite totali da titolare | 1  |
| Tackle totali              | 10 |
| Intercetti fatti           | 0  |
| Fumble forzati             | 0  |
| Fumble recuperati          | 0  |